# Ганнепін (округ, Міннесота)
Шаблон:StateAbbr_ 44°58′33″ пн. ш. 93°16′00″ зх. д. / 44.975833333333° пн. ш. 93.266666666667° зх. д.
Округ Ганнепін (англ. Hennepin County) — округ (графство) у штаті Міннесота, США. Ідентифікатор округу 27053.

## Історія
Округ утворений 1852 року.

## Демографія
За даними перепису
2000 року
загальне населення округу становило 1116200 осіб, зокрема міського населення було 1090317, а сільського — 25883.
Серед мешканців округу чоловіків було 549569, а жінок — 566631. В окрузі було 456129 домогосподарств, 267303 родин, які мешкали в 468824 будинках.
Середній розмір родини становив 3,07.
Віковий розподіл населення поданий у таблиці:
| Стать    | До 15 років | 15-21 | 22-29 | 30-39 | 40-49 | 50-65 | 65-85 | Понад 85 |
| -------- | ----------- | ----- | ----- | ----- | ----- | ----- | ----- | -------- |
| Чоловіки | 114654      | 52259 | 71282 | 96899 | 89887 | 75872 | 44049 | 4667     |
| Жінки    | 109496      | 50219 | 69638 | 92860 | 90104 | 80672 | 60630 | 13012    |

## Суміжні округи
- Шерберн — північ
- Анока — північний схід
- Ремсі — схід
- Дакота — південний схід
- Скотт — південь
- Карвер — південний захід
- Райт — північний захід

## Виноски
1. ↑  U.S. Decennial Census. United States Census Bureau. Архів оригіналу за 26 квітня 2015. Процитовано 15 жовтня 2014.
2. ↑  Historical Census Browser. University of Virginia Library. Архів оригіналу за 11 серпня 2012. Процитовано 15 жовтня 2014.
3. ↑  Population of Counties by Decennial Census: 1900 to 1990. United States Census Bureau. Архів оригіналу за 4 серпня 2014. Процитовано 15 жовтня 2014.
4. ↑  Census 2000 PHC-T-4. Ranking Tables for Counties: 1990 and 2000 (PDF). United States Census Bureau. Архів оригіналу (PDF) за 18 грудня 2014. Процитовано 15 жовтня 2014.
5. ↑  State & County QuickFacts. United States Census Bureau. Архів оригіналу за 7 червня 2011. Процитовано 1 вересня 2013.(англ.) Наведено за англійською вікіпедією.
6. ↑  American FactFinder. Бюро перепису населення США. Архів оригіналу за 21 травня 2008. Процитовано 31 січня 2008.

| США | Це незавершена стаття з географії США. Ви можете допомогти проєкту, виправивши або дописавши її. |